# Forest Yeo-Thomas
Forest Frederick Edward Yeo-Thomas, né le 17 juin 1902 à Londres et mort le 26 février 1964 à Paris, fut l'un des agents secrets britanniques du Special Operations Executive (SOE) pendant la Seconde Guerre mondiale les plus actifs en France.
Affecté à la section RF du SOE, en liaison avec la France libre, il effectua trois importantes missions clandestines en France, où il fut arrêté par les Allemands et torturé.
Déporté dans les camps de concentration de Buchenwald, Gleina et Rehmsdorf, il en réchappa.

## Biographie

### Premières années
Forest Yeo-Thomas naît le 17 juin 1902, 45 Balcombe Street, dans le quartier de Marylebone à Londres. Son père, John Yeo-Thomas est un marchand de charbon, qui s'installe pendant l'enfance de Forest à Dieppe. Sa mère est Daisy Ethel Burrows.
Il suit ses études au collège de Dieppe, puis au lycée Condorcet, à Paris. De ce fait, il parlera parfaitement le français et l’anglais.

### Première Guerre mondiale
En 1918, il s’engage dans l'armée américaine en déclarant être âgé de 19 ans alors qu'il n'en a que 16.
Il poursuit l’action pendant la guerre russo-polonaise de 1920, en combattant les bolcheviks aux côtés des Polonais. Capturé par les Russes, il réussit à s’échapper et à éviter l’exécution.

### Vie active
Démobilisé en 1922, il devient mécanicien chez Rolls-Royce. Puis dans les années suivantes, il travaille dans une agence de voyages, dans plusieurs banques et dans une compagnie pétrolière.
En 1925, il épouse Lillian Margaret Walker à la mairie du 16e arrondissement de Paris. Une première fille, Evelyn, nait en 1927. Puis, en 1930, sa deuxième fille Lillian vient au monde. Le couple s'installe à La Garenne-Colombes.
En 1932, Yeo-Thomas est nommé directeur de la célèbre maison de couture parisienne Molyneux.

### Seconde Guerre mondiale

#### Mobilisation dans la RAF
Le 4 septembre 1939, il se présente à l'ambassade de Grande-Bretagne à Paris et demande à servir dans la RAF. L'attaché de l'air lui répond que l'armée ne recrute plus. Il cherche alors à s'engager dans la Légion étrangère. Mais les ordres veulent qu'on n'y prenne pas d'Anglais. Le 27 septembre, il est finalement accepté dans la RAF, où il est nommé interprète, avec le grade de caporal, puis sergent.
À la fin de l'année, il est convoqué au QG de l'aviation de chasse, à Stanmore. Il y rencontre Barbara Dean. Pendant la drôle de guerre, il devient agent de liaison auprès des forces françaises. Lors de l'offensive allemande en mai 1940, il est affecté à la liaison avec un groupe de bombardement français au Bourget.
Après la défaite de la France et à la veille des évacuations chaotiques de Dunkerque, il s’échappe (via Paris, Tours, Limoges, Bordeaux, la Pointe de Grave). Juste avant le départ, il envoie une carte postale à une amie d'enfance, Josée Dupuis, où il écrit : « Nous reviendrons. » Il retourne par cargo en Angleterre. Il commence par travailler comme interprète à Odiham dans le Hampshire, où sont formés les pilotes français des FAFL.
En octobre, il est promu officier, et affecté comme officier de renseignements à la 308e escadrille de chasse polonaise libre (Krakowski), à Badington, près de Coventry.

#### Entrée au SOE
En 1942, il rencontre Eric Piquet-Wicks, le chef de la section RF du Special Operations Executive (SOE), qui le recrute. Le 3 février, il devient officier de liaison entre le SOE et le Bureau central de renseignements et d'action (BCRA), agence de renseignements de la France libre. Très vite lui sont confiés la planification et le briefing des agents. Yeo-Thomas établit des liens avec Pierre Brossolette et André Dewavrin (nom de code « Passy »). Mais son activité de bureau ne lui convient pas, et il voudrait participer plus activement. Il obtient d'effectuer une mission en France.

#### Première mission en France: Arquebuse - Brumaire (opération SEAHORSE)
En 1943, il est désigné pour faire sa Première mission en France : il accompagne André Dewavrin « Passy », chef du BCRA, (mission Arquebuse) et Pierre Brossolette, son adjoint, (mission Brumaire). Ils viennent enquêter sur la Résistance dans l'ex zone occupée, ses capacités paramilitaires, ses projets politiques et sa position vis-à-vis du général de Gaulle, ainsi que sur l’état d’esprit des Français. Ils doivent voir divers agents sur le terrain et renouveler ou préciser leurs instructions.
Dans la nuit du 25 au 26 février, il est parachuté en France avec « Passy ». Brossolette est déjà là depuis le 27 janvier. Il fait preuve de courage et d’initiative durant sa mission, notamment en permettant à un officier français qui était suivi par un agent de la Gestapo à Paris de se retrouver en sûreté et de reprendre son activité clandestine ailleurs. Il prend aussi en charge le capitaine Ryan, un pilote américain dont la forteresse volante a été descendue et qui, ne parlant pas français, court le risque d’être capturé.
Dans la nuit du 15 au 16 avril, il retourne en Angleterre par Lysander, avec « Passy », Brossolette et l’officier américain.
En sept semaines, la mission Arquebuse-Brumaire a mis en place les éléments essentiels de l'unification de la Résistance en France, en obtenant un accord pour la mise en place d'une organisation militaire qui réunisse tous les mouvements (préparant ainsi la future Armée secrète), en obtenant également la création du Comité de coordination des mouvements de Résistance de la zone Nord, ainsi qu'un accord sur la création et la composition du CNR.
Yeo-Thomas, quant à lui, a eu l'occasion de prendre des contacts personnels avec de nombreux responsables des mouvements de Résistance, et de resserrer les liens d'amitié qui l'unissent déjà à Dewavrin et Brossolette. Il a pu découvrir aussi les problèmes qui ont pu naître de l'opposition parfois manifeste entre Pierre Brossolette et Jean Moulin, et de l'autorité dont ce dernier faisait preuve à l'égard du général Delestraint. À Londres, les rapports de Yeo-Thomas sur les forces résistantes et sur les sentiments gaullistes nourris par nombre de Résistants et de Français confortent ceux qui s’opposent à ce que Winston Churchill cède aux Américains et lâche de Gaulle.
Le 20 mai, le général de Gaulle demande à le voir et lui dit : « Je vous félicite pour votre mission… Je vous remercie pour ce que vous avez fait pour la France. »
Cependant, le 9 juin, est annoncée l'arrestation du général Delestraint, et le 21, celle de Jean Moulin. Tout repose alors en France, pour les services français, sur les épaules de Claude Bouchinet-Serreulles, qui a été parachuté le 16 comme assistant de Moulin et qui a eu la chance de manquer, à Lyon, le rendez-vous qui devait lui permettre de participer à la réunion de Caluire chez le docteur Dugoujon. Le 16 août, Jacques Bingen arrive en France comme délégué du CFLN pour l'ex-zone libre. Mais Londres, voulant faire le point de la situation sur place après tous ces événements, renvoie Brossolette et Yeo-Thomas pour ce faire.

#### Deuxième mission en France (opération MARIE-CLAIRE)
L'objectif est de recenser les moyens de l’action armée en France et les besoins en armes des maquis, et travailler au renforcement de l’organisation paramilitaire de la Résistance.
Dans la nuit du 18 au 19 septembre, Yeo-Thomas et Brossolette sont déposés en Lysander près d'Angoulême. Peu après leur arrivée, de nombreux patriotes sont arrêtés. Sans se laisser décourager, ils continuent les enquêtes et obtiennent des renseignements qui permettent de rectifier la situation. En six occasions, Yeo-Thomas manque d’être arrêté. Il insiste pour que la Délégation générale respecte la consigne de Londres pour que Daniel Cordier et un de ses collaborateurs rentrent à Londres, sans succès.
Le 6 octobre, ils réunissent à Paris les responsables des mouvements et ceux du Bureau des opérations aériennes en zone nord pour une séance de conciliation. Les 26 et 27, ils réunissent les chefs régionaux de zone sud du Service national maquis, puis le Comité militaire de zone nord. Le 1er novembre, à la suite du démantèlement de nombreux réseaux parisiens consécutifs à l'affaire dite « de la rue de la Pompe » (siège de la Délégation générale), Yeo-Thomas recommande le rappel de Bouchinet-Serreulles. Le 2, il part en tournée avec Michel Brault, chef national du service des maquis, pour se faire une idée des formations existantes et de leurs besoins. Tandis que Brossolette reste sur place, Yeo-Thomas est rappelé à Londres. Il retourne seul en Angleterre par Lysander dans la nuit du 15 au 16. Il apporte des archives du Renseignement britannique qu’il sauve d’une maison surveillée par la Gestapo.

#### Soutien de la résistance à Londres
Yeo-Thomas devient l'adjoint de L. H. Dismore, qui a pris le commandement de la section RF. Il est aussi chargé de la liaison avec les opérations sur le terrain. Il est pleinement occupé, mais il n'est pas tranquille : il ne parvient pas à se rassurer sur le sort de Brossolette, et il se fait souci de l'insuffisance des moyens donnés aux maquis français. Il sait que le rapport qu'il a fait à ce sujet n'aboutira pas assez vite par la voie hiérarchique, et il s'en ouvre à un vieil ami de sa famille, le général Ernest Swinton, qui, bien qu'à la retraite, a encore du poids (il a été le promoteur des blindés et l'inventeur du tank).
Grâce à l'appui du général Swinton, le 1er février 1944, Yeo-Thomas est convoqué au 10, Downing Street. Pendant une heure, il plaide auprès de Winston Churchill en faveur de la Résistance. Churchill, fortement impressionné, se rend à ses arguments. Au même moment, Emmanuel d'Astier de la Vigerie fait une démarche analogue, de même que Lord Selborne, car Brault est revenu de France entre-temps et a su persuader l'état-major du SOE. Churchill donne les instructions pour augmenter les moyens et deux jours après, la section RF sait qu'elle pourra disposer désormais de davantage d'avions : 22 Halifax, 12 Liberators, 36 Stirlings, 6 Albermarles et de nombreux petits avions.
Peu après Yeo Thomas apprend l'arrestation de Brossolette et Émile Bollaert . Pour Yeo-Thomas, la situation est critique, car les Allemands, même s’ils ignorent que c'est Brossolette qu'ils ont fait prisonnier, savent que dans sa chevelure foncée il y a une mèche blanche. Yeo-Thomas veut retourner en France pour délivrer Brossolette de la prison de Rennes avant que sa mèche teinte ne le trahisse en retrouvant sa couleur naturelle. Il s'arrange, avec l'aide de Dismore, pour se faire à nouveau envoyer en France.

#### Troisième mission en France (opération ASYMPTOTE)
Sous le nom de guerre « Shelley », son intention réelle est de faire évader Pierre Brossolette.
Compte tenu de l’urgence, Yeo-Thomas choisit de sauter par nuit noire plutôt que d’attendre la prochaine pleine lune. C’est ainsi dans la nuit du 24 au 25 février 1944 qu’il est de nouveau parachuté en France aux alentours de Clermont-Ferrand. Il prépare le coup de main contre la prison de Rennes avec l'aide de Brigitte Friang. En dépit des précautions de sécurité, il est trahi. À la suite des aveux de Pierre Manuel,, plusieurs personnes sont arrêtées, dont l'agent de liaison qu'il devait rencontrer le 21 mars. Alors qu'il a rendez-vous ce jour-là à 11 heures avec ce contact à la station de métro Passy à Paris, il est capturé par la Gestapo. Il est emmené au quartier général du 82 Avenue Foch et y est poussé dans un bureau aux cris de « Wir haben Shelley ! ». Se voyant identifié, il applique les consignes : il décline son identité véritable et reconnaît sa qualité d'officier britannique, avec le grade de squadron leader dans la RAF. Bien que cela lui permette, en théorie, de bénéficier des lois de la guerre, il est soumis pendant quatre jours à la torture brutale qui ponctue son interrogatoire par Ernst Misselwitz: immersion dans l’eau glacée (qui exige ensuite une respiration artificielle), pieds et bras enchaînés, électrocution des parties génitales, innombrables passages à tabac.
Cette troisième mission est un échec : non seulement Yeo-Thomas est arrêté, mais Pierre Brossolette, que les Allemands ont fini par identifier et ramené à Paris, sous la torture et ne voulant pas parler, s'est suicidé le 22 mars en se jetant par la fenêtre.
L’interrogatoire de Yeo-Thomas se poursuit pendant deux mois. Les Allemands lui proposent la liberté contre des renseignements sur le chef du secrétariat de la Résistance. Blessé par les chaînes qui lui lient les poignets, il contracte une gangrène qui manque de lui faire perdre le bras gauche. Il fait deux tentatives d’évasion, osées mais infructueuses. Il est alors envoyé à la prison de Fresnes en isolement, dont quatre semaines au mitard.
Le 17 juillet, n’ayant fourni aucune information, il est transféré au camp de Royallieu à Compiègne, d’où il cherche à s’échapper à deux reprises.

#### Déportation
Le 8 août 1944, avec 36 autres prisonniers il est déporté au camp de concentration de Buchenwald en Thuringe. Sur le chemin, ils s’arrêtent à Sarrebruck, où on les bat et on les garde dans une minuscule cabane, avant de repartir vers Buchenwald. Le 16, ils arrivent au camp.
Le 10 septembre, seize d'entre eux sont exécutés.
En octobre, sur l'initiative d’Alfred Balachowsky, Yeo-Thomas met au point, avec des responsables du camp, la substitution d'identité de trois d'entre eux avec trois autres prisonniers, morts du typhus : Harry Peulevé prend l'identité de Marcel Seigneur, Stéphane Hessel celle de Michel Boitel et lui-même celle de Maurice Chouquet.
Au début du mois de novembre, Peulevé et Hessel sont envoyés dans un petit kommando, à Schönbeck. Et le 8, Yeo-Thomas est envoyé au kommando Wille à Gleina.
En janvier 1945, il est transféré au camp de Rehmsdorf en Saxe-Anhalt. En tentant de s’échapper, il est intercepté par une patrouille allemande. Se prétendant sous-officier français, il est transféré dans un camp pour prisonniers de guerre français près de Marienburg.
Le 16 avril, il conduit un groupe de vingt prisonniers dans une tentative d’évasion extrêmement courageuse, en plein jour. Dix sont tués par les gardiens. Les autres se dispersent en petits groupes. Yeo-Thomas se sépare de ses compagnons après trois jours sans nourriture. Il continue seul pendant une semaine. Il est repris à 700 mètres des lignes américaines.
Quelques jours plus tard, il s’échappe avec un groupe de dix prisonniers français, qu’il conduit au milieu des patrouilles allemandes jusqu’aux lignes américaines.
Le 8 mai, le jour même de la capitulation allemande, il arrive à Paris. Il dîne en compagnie du major Thackwaite et de Josée Dupuis, au club des officiers britanniques du faubourg Saint-Honoré.

### Après la guerre

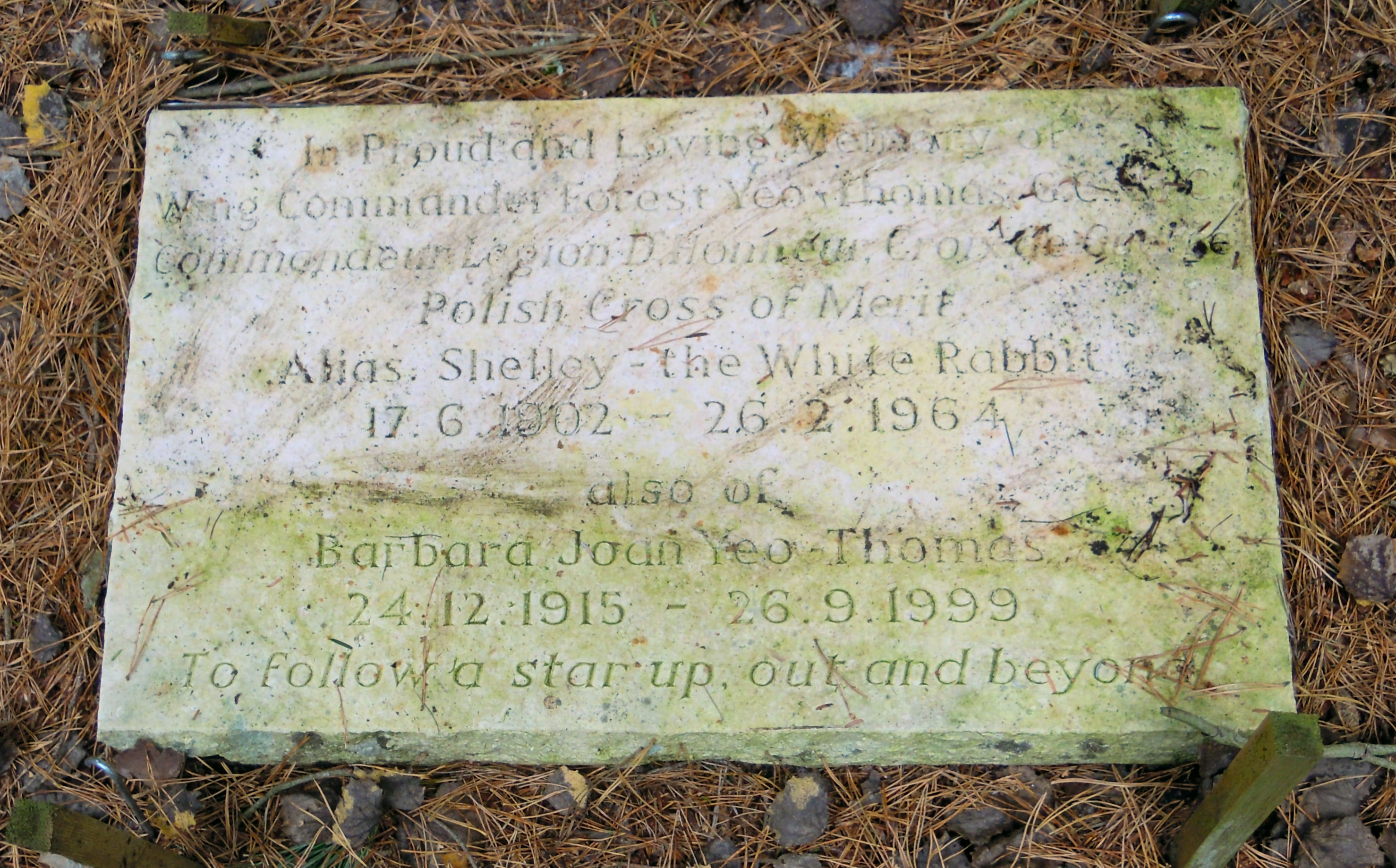
Plaque funéraire pour les cendres de Yeo-Thomas au cimetière de Brookwood.

Au procès de Nuremberg qui se tient en 1946, Yeo-Thomas est un témoin important pour identifier les responsables du camp de Buchenwald. Le dernier jour du procès du commando allemand Otto Skorzeny, le 9 septembre 1947, son témoignage contribue à l'abandon d'un chef d'accusation, celui de port d'uniforme ennemi, et finalement à l'acquittement de Skorzeny.
Il quitte l'armée avec le grade de Wing Commander. Il reprend un travail dans une maison de couture parisienne en 1946 ; et en 1950, il devient le délégué pour la France de la Federation of British Industries.
Le 26 février 1964, âgé de 62 ans, il meurt dans son appartement parisien (3, rue des Eaux) des suites d’une hémorragie. Après sa crémation, ses cendres sont enterrées au cimetière de Brookwood, dans le Surrey, dans le Jardin du Souvenir “Pine Glade”.

## Reconnaissance

### Décorations
- Royaume-Uni : Military Cross (89215) and Bar ; George Cross, reçue des mains du roi Georges VI (London Gazette, 12 février 1946)[15].
- France : Croix de guerre avec 4 palmes ; Commandeur de la Légion d'honneur (la cravate lui a été remise par Jean Sainteny, en présence du général Kœnig, du général Valin, du colonel « Rémy » et d'André Dewavrin, dit colonel « Passy » ; Croix du combattant volontaire de la Résistance.
- Pologne : Croix du Mérite

### Stèles
- Une stèle édifiée aux Plans d'Hotonnes (Hotonnes, Valromey, Ain) en hommage au maquis mentionne son nom et rappelle son action[16].
- Une plaque se trouve là où il est enterré, au Brookwood Cemetery, Surrey (Pine Glades Garden of Remembrance).

- Une plaque de commémoration se trouve sur l'immeuble où il habita, à Queens Court dans Guilford Street, Camden, Central London (mars 2010, English Heritage)

### Voies
- Une rue de Paris s'appelle la rue Yéo-Thomas, dans le 13earrondissement. Elle a été inaugurée le 25 octobre 1972.
- Une place situé à La Garenne-Colombes porte son nom, place Forest F.E. Yeo-Thomas. Située à l'angle des rues Roussel et Fernand-Drouilly, elle a été inaugurée le 1er octobre 2005, en présence de membres des familles (celles de Forest Yeo-Thomas [17], de Maurice Buckmaster et de Pierre Brossolette), de l'ambassadeur Stéphane Hessel et d'anciens résistants.

### Sculpture
- Une sculpture représentant le buste de Yeo-Thomas a été remise à la mairie du 16e arrondissement de Paris[18]. Elle est installée au premier étage du bâtiment.

### Documentaires et téléfilms
- Un documentaire télévisé de la BBC The White Rabbit, (1967), est consacré à Yeo-Thomas. Voir la fiche (en) IMDB 'The White Rabbit'. Kenneth More y joue son rôle.
- Un téléfilm de Coline Serreau, Pierre Brossolette ou Les Passagers de la lune (2015), consacré à la vie de Pierre Brossolette, montre le rôle de Forest Yeo-Thomas, joué par François Feroleto.

## Identités
- Nom de naissance (complet) : Forest Frederick Edward Yeo-Thomas
- Comme agent du SOE, section RF :
  - Nom de guerre : « Shelley ».
  - Noms de code de ses missions : SEAHORSE (en français HIPPOCAMPE), MARIE-CLAIRE et ASYMPTOTE
  - Faux papiers : François-Yves Thierry (mission SEAHORSE) ; Tirelli (mission MARIE-CLAIRE) ; Kenneth Dodkin (mission ASYMPTOTE)
- Comme cible pour la Gestapo : « Lapin Blanc » (Weißes Kaninchen)
- À Buchenwald :
  - Kenneth Dodkin, no 14 624[19]
  - Maurice Chouquet (identité empruntée à un prisonnier décédé), no 81 642[20]
- Comme évadé :
  - Maurice Thomas[21]

Parcours militaire :
- Royal Air Force Volunteer Reserve
- SOE, section RF ; grade : wing commander (équivalent à lieutenant-colonel)

### Sources et liens externes
- Ressource relative à la vie publique :   - base Léonore
- Notice dans un dictionnaire ou une encyclopédie généraliste :   - Oxford Dictionary of National Biography
- Notices d'autorité :   - VIAF
  - ISNI
  - IdRef
  - LCCN
  - GND
  - Pays-Bas
  - Pologne
  - Israël
  - NUKAT
- Base Léonore
- (en) Sur le site Special Forces Roll of Honour : Fiche Forest Frederick Edward Yeo-Thomas, avec photographies
- Site Stephen Stratford avec une photographie de ses décorations.
- George Cross Database.
- Fiche Forest Yeo-Thomas sur le site de Nigel Perrin, avec photographie.